# 洛克威大道車站 (IRT新地段線)
洛克威大道車站（英語：Rockaway Avenue station）是紐約地鐵IRT新地段線的一個地鐵站，位於布魯克林布朗斯維爾洛克威大道及利沃尼亞大道交界，設有2號線（僅繁忙時段停站）、3號線（任何時候停站（深夜除外））、4號線（僅深夜停站）與5號線（僅繁忙時段停站）列車服務。

## 車站結構
| 月台層 | 側式月台 | 側式月台 |
| 月台層 | 北行     | ← 往哈萊姆-148街 (沙拉托加大道) ← 深夜時往伍德羅恩 (沙拉托加大道) ← 往威克菲爾德-241街 (只限繁忙時段) (沙拉托加大道) ← 往伊斯徹斯特-代里大道 (只限繁忙時段) (沙拉托加大道) |
| 月台層 | 中央道床 | → 無軌道或道床 |
| 月台層 | 南行     | → ( 深夜時) 往新地段大道 (朱尼烏斯街) → → 往新地段大道 (只限繁忙時段) (朱尼烏斯街) →                                                                                       |
| 月台層 | 側式月台 | |
| 夾層   | 夾層     | 閘機、車站詢問處、Metrocard自動售票機 |
| Ground | 街道層   | 出入口 |

此站於1920年11月22日作為IRT東公園道線由猶提卡大道車站到朱尼烏斯街車站的延長線啟用，設有兩個側式月台和兩條軌道。兩條軌道中央預留了軌道空間但從來沒有鋪設軌道。

## 外部連結
维基共享资源上的相關多媒體資源：洛克威大道車站
- nycsubway.org—Brooklyn IRT: Rockaway Avenue
- Station Reporter — 3 Train
- The Subway Nut — Rockaway Avenue Pictures （页面存档备份，存于）
- Rockaway Avenue entrance from Google Maps Street View （页面存档备份，存于）
- Platforms from Google Maps Street View